# Dysautonomia
Dysautonomia (dysfunkcja autonomiczna, neuropatia autonomiczna) – ogólne określenie szeregu schorzeń medycznych, w których autonomiczny układ nerwowy nie działa prawidłowo. Dysautonomia to rodzaj neuropatii, dotykający nerwy przenoszące informacje z mózgu i rdzenia kręgowego do serca, pęcherza moczowego, źrenic, gruczołów potowych i naczyń krwionośnych. Dysautonomia może być doświadczana na wiele sposobów, w zależności od rodzaju narządu, który jest dotknięty najbardziej. Mogą to być np. trudności z zachowaniem określonej pozycji ciała lub problemy trawienne.
Diagnoza jest stawiana po przeprowadzeniu badań sprawdzających działanie autonomicznego układu nerwowego, skupiając się na najbardziej dotkniętych narządach. Proces diagnostyczny może również ustalić czy przyczyną objawów nie jest toczący się już inny proces chorobowy. Ze względu na kompleksowość objawów, jak i bardzo niską świadomość o istnieniu tego schorzenia wśród środowisk medycznych, przeciętny czas diagnozowania dysautonomii wynosi 6 lat. Szacuje się, że na to schorzenie może cierpieć aż około ośmiu milionów osób na świecie, co stanowi około 1 promil całej populacji.

## Objawy
Objawy dysautonomii są wielorakie i mocno różnią się od osoby do osoby w zależności jakie nerwy zostały dotknięte i w zależności od przyczyn. Objawy często pojawiają się stopniowo z biegiem lat. Każdy pacjent cierpiący na dysautonomię jest inny – niektórzy są dotknięci w łagodnym stopniu, inni często pozostają niepełnosprawni.
Główne objawy występujące u pacjentów z dysautonomią to:
- Nietolerancja ortostatyczna (problemy z utrzymaniem pionowej postawy ciała)
- Zawroty lub uczucie zawrotów głowy
- Omdlenia lub stany przedomdleniowe
- Tachykardia lub bradykardia
- Labilne ciśnienie krwi
- Kołatanie serca
- Problemy trawienne jak nudności, wymioty lub zaparcia
- Nadmierne zmęczenie
- Nadmierne pragnienie
- Nietolerancja aktywności fizycznej
- Problemy z termoregulacją
- Nietolerancja ciepła i wysokiej wilgotności
- Nadmierne pocenie lub jego brak
- Migrenowe bóle głowy
- Problemy z funkcjami poznawczymi i koncentracją
- Nadwrażliwość na światło
- Problemy seksualne

## Rodzaje i formy
Rodzaje dysautonomii dzielą się na pierwotne formy (w których dysfunkcja autonomiczna jest główną przyczyną dolegliwości) oraz na wtórne, gdzie neuropatia autonomiczna towarzyszy innym, występującym już, chorobom.
Do pierwotnych form dysautonomii należą:
- Zespół posturalnej tachykardii ortostatycznej (POTS) – najczęstsza forma, dotykająca 0,2% ludzi (w tym 1% nastolatków)
- Omdlenia wazowagalne
- Zespół Shy’a-Dragera
- Rodzinna dysautonomia

Natomiast wtórna dysautonomia towarzyszy innym schorzeniom medycznym takim jak stwardnienie rozsiane, choroby autoimmunologiczne, reumatoidalne zapalenie stawów, celiakia, zespół Sjögrena i zespół Parkinsona.
Niektóre z nich są zaliczane do grupy chorób tkanki łącznej, m.in. Zespół Ehlersa-Danlosa (EDS). 28 września 2016 opublikowano wyniki badań wskazujące na liczne asocjacje między EDS a czynnikami dysautonomii, niezależnie od odczuwania bólu czy psychopatologii. Dysautonomia niekiedy rozwija się na skutek stosowania sztucznych chemioterapeutyków z grupy fluorochinolonów

## POTS
Zespół Posturalnej Tachykardii Ortostatycznej (POTS) należy do pierwotnych form dysautonomii i jest zdecydowanie najczęściej występującą. Dotyczy 0,2% populacji i nawet do 1% nastolatków. Znakiem rozpoznawczym jest wzrost tętna o co najmniej 30 uderzeń na minutę (u nastolatków o 40) w ciągu 10 minut po zmianie pozycji z leżącej na pionową. Jest to spowodowane niewłaściwym przepływem krwi w organizmie z powodu nieprawidłowo działającego autonomicznego układu nerwowego. Podczas próby ortostatycznej często występuje sinienie oraz lekko fioletowy kolor obwodowych części ciała (głównie dłoń i stóp). Zjawisko to nie występuje w pozycji leżącej. Jest on przeważnie diagnozowany za pomocą testu pochyleniowego.
POTS generuje szereg objawów, zarówno bezpośrednio związanych z nim (np. tachykardia), jak i pośrednio (np. bóle głowy). Są one różnorodne i mają różne nasilenie u różnych osób, jak i u tej samej osoby w ciągu dnia. Podobnie jak w przypadku wielu innych form dysautonomii, stosuje się leczenie objawowe. Najnowsze badania donoszą, że najskuteczniejsze w leczeniu POTS są beta-blokery, które okazały się skuteczne w zdecydowanej większości przypadków. Dość dużą skutecznością cieszy się również midodryna (poprawa u ponad 50% pacjentów).

## Mechanizm
Autonomiczny układ nerwowy jest częścią obwodowego układu nerwowego i składa się z dwóch części: współczulnego układu nerwowego (WUN) i przywspółczulnego układu nerwowego (PUN). WUN kontroluje bardziej aktywną reakcję „walki lub ucieczki” i stymuluje organizm do reakcji. Z kolei PUN jest rozumiany jako „odpoczynek i trawienie”. Objawy dysautonomii wynikają z nieprawidłowych reakcji ze współczulnego lub przywspółczulnego układu nerwowego, w zależności od środowiska i sytuacji.
Pomimo podobieństwa objawów dysautonomii i tych występujących w atakach lęku i paniki, dysautonomia w żadnym przypadku nie jest chorobą z zakresu psychicznego, lecz spowodowana złą pracą autonomicznego układu nerwowego. Badania potwierdzają, że reakcja organizmu na stres ortostatyczny (związany z utrzymywaniem pionowej pozycji ciała) nie jest spowodowana czynnikami psychologicznymi. Jednak z powodu niskiej świadomości pracowników służby zdrowia o istnieniu tego schorzenia, jak i podobieństwa w objawach, często prowadzi to do stawiania błędnych diagnoz, najczęściej o charakterze psychogennym.

## Diagnostyka
Dysautonomia nie prezentuje unikalnych objawów. Jest to zespół objawów, który występujący razem sugeruje, że należy podejrzeć dysautonomię. Jest ona często źle diagnozowana z powodu różnorodności objawów i niskiej wiedzy środowisk medycznych na temat tego schorzenia. Często potrzebna jest współpraca specjalistów z kilku dziedzin. Leczenie najczęściej prowadzone jest przez neurologa lub kardiologa.
Jednym z głównych badań potwierdzających dysautonomię jest test pochyleniowy. Innymi badaniami mogącymi służyć w procesie diagnostycznym jest określenie poziomu katecholamin we krwi, moczu oraz 24-godzinne badanie holterowskie. Wykonuje się również podstawowe badania laboratoryjne i obrazowe (echo serca, RTG, USG) w celu wykluczenia innej przyczyny objawów ze strony autonomicznego układu nerwowego. Wskazana jest również obserwacja źrenic, gdyż są one bardzo czułym wskaźnikiem pracy autonomicznego układu nerwowego. Ich rozszerzenie przy normalnym oświetleniu i braku przyjmowaniu leków wpływających na ten układ, może sugerować dysautonomię.

## Leczenie
Leczenie dysautonomii jest skomplikowane. Nie ma do tej pory potwierdzonego sposobu na leczenie nieprawidłowo funkcjonującego autonomicznego układu nerwowego. Stosuje się leczenie objawowe. Jako że dysautonomia objawia się na wiele sposób często konieczna jest kombinacja leków mająca na celu złagodzenie objawów. Leczenie powinno być indywidualne w zależności od objawów i klinicznej prezentacji.
Do niefarmakologicznych metod leczenia dysautonomii należy: wysoka podaż płynów, wysoka podaż soli, częste nieobfite posiłki oraz odpowiednio dostosowane ćwiczenia fizyczne, mające na celu wzmacniające siłę mięśni szkieletowych.
Od 2013 roku wykonywany jest zabieg międzynaczyniowej modulacji autonomicznej (ang, Transvascular Autonomic Modulation, TVAM) mający na celu leczenie autonomicznego układu nerwowego. Jest on wykonany w Newport Beach, Kalifornia (USA). Do tej pory przeprowadzono setki zabiegów i rezultaty są bardzo pozytywne. Nie jest on jednak jeszcze uznawany przez oficjalne środowiska medyczne.

## Rokowanie
Rokowania pacjentów z dysautonomią zależą od rodzaju jej formy. Nie jest to schorzenie zagrożające życiu, ale często powoduje znaczne utrudnienia i pogarsza jego jakość. Zazwyczaj nie jest możliwe pełne wyleczenie dysautonomii. Uszkodzenia nerwów autonomicznego układu nerwowego są często nieodwracalne, a leczenie polega na poprawie jakości życia.